# Little Maplestead
Little Maplestead – wieś w Anglii, w hrabstwie Essex, w dystrykcie Braintree. Leży 30 km na północny wschód od miasta Chelmsford i 75 km na północny wschód od Londynu.